# Аджимажагатюрт
Аджимажагатюрт (кум. Гьажимажагьатюрт или Гьажиюрт) — село в Хасавюртовском районе Дагестана.
Образует муниципальное образование село Аджимажагатюрт со статусом сельского поселения как единственный населённый пункт в его составе.

## География
Расположено на левой стороне реки Аксай к северо-западу от районного центра — города Хасавюрт.
Ближайшие сёла: на севере — Новосельское, на северо-западе — Аксай, на северо-востоке — Новососитли, на юге — Баташюрт и Османюрт, на юго-западе — Борагангечув и Энгель-Юрт (последнее — в Гудермесском районе Чечни), на юго-востоке — Кандаураул.

## Население
| 1926 | 1939  | 1970  | 1989  | 2002  | 2010 | 2012 |
| ---- | ----- | ----- | ----- | ----- | ---- | ---- |
| 593  | ↘461  | ↗514  | ↘369  | ↗914  | ↘824 | ↘822 |
| 2013 | 2014  | 2015  | 2016  | 2017  | 2018 | 2019 |
| ↘806 | ↘778  | ↗790  | ↘776  | ↘772  | ↘768 | ↗785 |
| 2020 | 2021  | 2023  | 2024  | 2025  |      |      |
| ↘769 | ↗1371 | ↗1380 | ↗1390 | ↗1391 |      |      |

Национальный состав
По данным Всесоюзной переписи населения 1926 года:
| № | Национальность | Численность, чел. | Доля   |
| - | -------------- | ----------------- | ------ |
| 1 | кумыки         | 398               | 67,1 % |
| 2 | чеченцы        | 192               | 32,4 % |
| 3 | лезгины        | 2                 | 0,3 %  |
| 4 | курды          | 1                 | 0,2 %  |

По данным Всероссийской переписи населения 2021 года:
| №        | Национальность | Численность, чел. | Доля    |
| -------- | -------------- | ----------------- | ------- |
| 1        | кумыки         | 1 218             | 88,84 % |
| 1.000001 | чеченцы        | 77                | -       |
| 2        | 1 371          | 100 %             |         |
| 3        | 73             | 10,94%            | -       |

## История
Аджиюрт основан в 1802 году и назван по имени основателя Аджи-Мусы Клычева. Клычевым принадлежало 6 хуторов на территории Засулакской Кумыкии.
По данным Терского областного статистического комитета, по сведениям на 1 января 1883 года в Аджиюрте и Мажагатюрте имелась своя мечеть. Оба населённых пункта входили в состав 2-го (Аксайского) участка Хасавюртовского округа Терской области. Совокупно имели 1450 десятин земли, состояли из 88 дворов, в которых проживало 298 человек, основное население — кумыки. В 1914 г. оба населённых пункта входили в состав 2-го участка Хасавюртовского округа Терской области. Село Аджиюрт состояло из 58 дворов, в нём проживало 333 человека. В нём располагалось сельское правление и одноклассное училище. Село Маджгатюрт состояло из 72 дворов, в нём проживало 390 человек.
22 ноября 1928 года 4 сессией ЦИК ДАССР 6 созыва принимается новый проект районирования республики. На его основе было принято постановление о разукрупнении округов и районов и образовании 26 кантонов и 2 подкантонов. Хасавюртовский кантон был образован на части территории бывшего Хасавюртовского округа, переданного в состав ДАССР из Терской области в 1921 году. По новому районированию кантон состоял из 18 сельских советов, в том числе и Баташюртовский: Баташюрт, Аджи-Мадж-юрт, Баташево, Евгениевка, Османюрт, Османюрт-отар, Сим-Сыр, Узлуяновка, Хамавюрт.
Населённый пункт Аджимажагатюрт образован в 1935 г. путём слияния сел Аджиюрт и Мажагатюрт (Маджагатюрт).

## Уроженцы
Герой Советского Союза Султанов, Иса Клычевич.

## Местное самоуправление
Аджимажагатюртовский сельсовет был образован 25 апреля 1996 года путём выделения из состава Баташюртовского сельсовета. Состоит из семи депутатов.